# Jaroslava Jehličková
Jaroslava Jehličková (ur. 24 marca 1942 w Hořicach) – czeska lekkoatletka reprezentująca Czechosłowację, biegaczka średniodystansowa, mistrzyni Europy z 1969 i rekordzistka świata.
Odpadła w półfinale biegu na 800 metrów na igrzyskach olimpijskich w 1968 w Meksyku.
Zdobyła złoty medal w biegu na 1500 metrów na mistrzostwach Europy w 1969 w Atenach. Wówczas po raz pierwszy rozgrywano tę konkurencję na mistrzostwach Europy. Jehličková ustanowiła w biegu finałowym rekord świata czasem 4:10,77.
Zajęła 7. miejsce w biegu na 1500 metrów na mistrzostwach Europy w 1971 w Helsinkach. Odpadła w półfinale tej konkurencji na igrzyskach olimpijskich w 1972 w Monachium.
Była mistrzynią Czechosłowacji w biegu na 800 metrów w 1966, 1968, 1969 i 1971, w biegu na 1500 metrów w 1969, 1971 i 1972, w sztafecie 4 × 400 metrów w 1971 i 1972 oraz w biegu przełajowym w 1964, wicemistrzynią w biegu na 800 metrów w 1962 i 1964 oraz brązową medalistką na tym dystansie w 1961 i 1965.
Trzykrotnie poprawiała rekord Czechosłowacji w biegu na 800 metrów do czasu 2:04,7 (2 lipca 1972 w Budapeszcie) i również trzykrotnie w biegu na 1500 metrów do wyniku 4:08,39 (4 września 1972 w Monachium). 